# Doctor Who
Doctor Who è una serie televisiva britannica di fantascienza prodotta dalla BBC a partire dal 1963. Ha per protagonista un Signore del Tempo, cioè un alieno viaggiatore del tempo, dalle sembianze umane che si fa chiamare semplicemente Il Dottore. Il Dottore esplora l'universo a bordo del TARDIS, una macchina senziente capace di viaggiare nello spazio e nel tempo attraverso il cosiddetto vortice del tempo. L'aspetto esterno del TARDIS è quello di una cabina blu della polizia inglese, comunemente visibile in Gran Bretagna negli anni sessanta, quando la serie fu trasmessa per la prima volta. Il Dottore è quasi sempre accompagnato da dei compagni di viaggio terrestri, insieme ai quali affronta nemici, salva intere civiltà e aiuta chi è in difficoltà. Uno strumento (pseudo-)scientifico ampiamente utilizzato dal Dottore è il cacciavite sonico.
Nel 1989 il programma venne chiuso e nel 1996 ci fu un tentativo, infruttuoso, di far ripartire la serie tramite un episodio pilota sotto forma di film per la televisione. 
Nel 2005, lo sceneggiatore Russell T Davies ripropose la serie con successo, producendola a Cardiff tramite la BBC Wales.
La serie, con i suoi 61 anni di programmazione (continuativa dal 1963 al 1989 e ripresa nel 2005) e più di 800 episodi (realizzati a colori a partire dal 1970) detiene il record di serie televisiva di fantascienza più longeva al mondo e di maggior successo in termini di ascolti televisivi, vendite di libri e DVD e traffico su iTunes. Per questi motivi è citata nel Guinness World Records. Il programma è considerato una parte significativa della cultura popolare del Regno Unito ed è diventato una serie di culto.
La serie ha ricevuto moltissimi riconoscimenti sia dalla critica che dal pubblico. Ha vinto nel 2006 il premio BAFTA per la miglior serie drammatica e per cinque volte consecutive (2005-2010) il National Television Award sotto la produzione esecutiva di Russell T. Davies. Nel 2007, David Tennant è stato il primo attore della serie a essere nominato per il BAFTA come miglior attore protagonista grazie alla sua interpretazione del Dottore. La "serie revival", inoltre, si è dimostrata estremamente attenta alla correttezza politica e alle tematiche woke e perciò apprezzata dalla comunità LGBTQ+.
La serie ha generato vari spin-off, tra i quali l'episodio pilota K-9 and Company (1981) e la serie in quattro parti P.R.O.B.E. (1994). 
Dalla nuova serie sono scaturite Torchwood (2006) e Le avventure di Sarah Jane (2007), entrambi ideati da Russell T. Davies, K-9 (2009), Class (2016), scritto da Patrick Ness, la serie animata trasmessa du YouTube Daleks! e Tales of the Tardis (2023). Inoltre esistono anche molte parodie sia del personaggio che della serie.
Il ruolo del Dottore è stato finora interpretato da quindici attori, considerando anche John Hurt (War Doctor) e Jo Martin (Fugitive Doctor). Il passaggio da un attore a un altro, con tutti i cambiamenti che esso porta, viene descritto nella trama come una "rigenerazione", un processo vitale dei Signori del Tempo attraverso il quale il Dottore continua a vivere in un nuovo corpo, diverso dal precedente, ma che comporta anche un cambiamento nella personalità. Nonostante i cambiamenti di carattere e le diverse interpretazioni, si possono notare aspetti comuni di uno stesso personaggio. 
Dal 2005, il Dottore è stato interpretato da Christopher Eccleston, David Tennant, Matt Smith, Peter Capaldi, Jodie Whittaker, prima donna a ricoprire il ruolo, ed, infine, nuovamente da David Tennant, tornato nella serie nei panni della quattordicesima incarnazione in occasione degli episodi speciali, usciti nel 2023 per celebrare i sessant'anni della serie. A partire da Natale del 2023, nell'episodio The Church on Ruby Road, Ncuti Gatwa interpreta la quindicesima incarnazione del Dottore, mentre dal 31 maggio 2025 sarà Billie Piper a interpretare la sedicesima incarnazione.

## Trama
La serie narra delle avventure del Dottore, un viaggiatore del tempo e dello spazio, e delle sue compagne e compagni a bordo del Tardis. Egli è l'ultimo Signore del Tempo, razza aliena proveniente dal pianeta Gallifrey e si ritrova a combattere contro malvagi alieni per salvare l'universo dalla precoce distruzione, tra cui i mortali nemici, i Dalek, distruttori del suo pianeta nativo e della sua razza.

## Episodi
| Stagione                                        | Dottore                         | Showrunner             | Episodi                | Prima TV UK            | Distribuzione Italia      |
| Doctor Who (1963-1989)                          | Doctor Who (1963-1989)          | Doctor Who (1963-1989) | Doctor Who (1963-1989) | Doctor Who (1963-1989) | Doctor Who (1963-1989)    |
| ----------------------------------------------- | ------------------------------- | ---------------------- | ---------------------- | ---------------------- | ------------------------- |
| Prima stagione                                  | Primo                           | Verity Lambert         | 42                     | 1963-1964              | 2007 (DVD) (ep. 17 / 42 ) |
| Seconda stagione                                | Primo                           | Verity Lambert         | 39                     | 1964-1965              | 2007 (DVD) (ep. 12 / 39 ) |
| Terza stagione                                  | Primo                           | Verity Lambert         | 45                     | 1965-1966              | inedita                   |
| Quarta stagione                                 | Primo (ep.1-8) Secondo (ep.8+)  | -                      | 43                     | 1966-1967              | inedita                   |
| Quinta stagione                                 | Secondo                         | -                      | 40                     | 1967-1968              | inedita                   |
| Sesta stagione                                  | Secondo                         | -                      | 44                     | 1968-1969              | 2011 (DVD) (ep. 19 / 44 ) |
| Settima stagione                                | Terzo                           | -                      | 25                     | 1970                   | inedita                   |
| Ottava stagione                                 | Terzo                           | -                      | 25                     | 1971                   | inedita                   |
| Nona stagione                                   | Terzo                           | -                      | 26                     | 1972                   | inedita                   |
| Decima stagione                                 | Terzo                           | -                      | 26                     | 1972-1973              | inedita                   |
| Undicesima stagione                             | Terzo                           | -                      | 26                     | 1973-1974              | inedita                   |
| Dodicesima stagione                             | Quarto                          | -                      | 20                     | 1974-1975              | 1980 (ep. 14 / 20 )       |
| Tredicesima stagione                            | Quarto                          | -                      | 26                     | 1975-1976              | 1980-1981 (ep. 12 / 26 )  |
| Quattordicesima stagione                        | Quarto                          | -                      | 26                     | 1976-1977              | inedita                   |
| Quindicesima stagione                           | Quarto                          | -                      | 26                     | 1977-1978              | inedita                   |
| Sedicesima stagione The Key to Time             | Quarto                          | -                      | 26                     | 1978-1979              | inedita                   |
| Diciassettesima stagione                        | Quarto                          | -                      | 20                     | 1979-1980              | inedita                   |
| Diciottesima stagione                           | Quarto                          | -                      | 28                     | 1980-1981              | inedita                   |
| Diciannovesima stagione                         | Quinto                          | -                      | 26                     | 1982                   | inedita                   |
| Ventesima stagione                              | Quinto                          | -                      | 22+1                   | 1983                   | inedita                   |
| Ventunesima stagione                            | Quinto (ep.1-22) Sesto (ep.23+) | -                      | 26                     | 1984                   | inedita                   |
| Ventiduesima stagione                           | Sesto                           | -                      | 13                     | 1985                   | inedita                   |
| Ventitreesima stagione The Trial of a Time Lord | Sesto                           | -                      | 14                     | 1986                   | inedita                   |
| Ventiquattresima stagione                       | Settimo                         | -                      | 14                     | 1987                   | inedita                   |
| Venticinquesima stagione                        | Settimo                         | -                      | 14                     | 1988-1989              | inedita                   |
| Ventiseiesima stagione                          | Settimo                         | -                      | 14                     | 1989                   | inedita                   |
| Episodi speciali                                | Vari                            | Vari                   | 6                      | 1972-1993              | inedita                   |
| Film                                            | Settimo Ottavo                  | -                      | -                      | 1996                   | VHS                       |
| Doctor Who (2005-2022)                          |                                 |                        |                        |                        |                           |
| Prima stagione                                  | Nono                            | Russell T Davies       | 14                     | 2005                   | 2005-2006                 |
| Seconda stagione                                | Decimo                          | Russell T Davies       | 14                     | 2006                   | 2006-2007                 |
| Terza stagione                                  | Decimo                          | Russell T Davies       | 14                     | 2007                   | 2008                      |
| Quarta stagione                                 | Decimo                          | Russell T Davies       | 18                     | 2008                   | 2011                      |
| Quinta stagione                                 | Undicesimo                      | Steven Moffat          | 14                     | 2010                   | 2011                      |
| Sesta stagione                                  | Undicesimo                      | Steven Moffat          | 14                     | 2011                   | 2012                      |
| Settima stagione                                | Undicesimo                      | Steven Moffat          | 17                     | 2012-2013              | 2013                      |
| Ottava stagione                                 | Dodicesimo                      | Steven Moffat          | 12                     | 2014                   | 2015                      |
| Nona stagione                                   | Dodicesimo                      | Steven Moffat          | 14                     | 2015                   | 2016                      |
| Decima stagione                                 | Dodicesimo                      | Steven Moffat          | 13                     | 2017                   | 2017-2018                 |
| Undicesima stagione                             | Tredicesimo                     | Chris Chibnall         | 10                     | 2018                   | 2019                      |
| Dodicesima stagione                             | Tredicesimo                     | Chris Chibnall         | 10                     | 2020                   | 2020                      |
| Tredicesima stagione Flux                       | Tredicesimo                     | Chris Chibnall         | 6                      | 2021                   | inedita                   |
| Episodi speciali                                | Vari                            | Vari                   | 50                     | 2005-2022              | 2006-2019                 |
| Doctor Who (2023-in corso)                      |                                 |                        |                        |                        |                           |
| Prima stagione                                  | Quindicesimo                    | Russell T Davies       | 8                      | 2024                   | 2024                      |
| Seconda stagione                                | Quindicesimo                    | Russell T Davies       | 8                      | 2025                   | 2025                      |
| Episodi speciali                                | Vari                            | Vari                   | 6                      | 2023-2024              | 2023-2024                 |

### Episodi perduti
All'incirca tra il 1967 ed il 1978 gran parte del materiale più vecchio della BBC memorizzato su nastri magnetici o contenuto in videoteche andò distrutto o fu semplicemente cancellato per un riutilizzo. Andarono così persi molti vecchi episodi di Doctor Who, riguardanti soprattutto i primi due dottori: William Hartnell e Patrick Troughton.
A seguito di un'opera di catalogazione e recupero gli archivi sono stati ripristinati completamente solo dal punto in cui si passò dal bianco e nero al colore, cioè da quando Jon Pertwee divenne il nuovo Dottore - anche se alcuni episodi che interpretò hanno richiesto una notevole opera di restauro e recupero. Una parte è stata recuperata soltanto come pellicole in bianco e nero e di altre le uniche copie a colori superstiti sono vecchi nastri NTSC recuperati nel Nordamerica (alcune sono registrazioni casalinghe su nastro Betamax e di bassa qualità). In tutto, 106 dei 253 episodi prodotti durante i primi sei anni del programma non sono più presenti negli archivi della BBC. A quanto è noto, presso la rete televisiva nel 1972 esistevano ancora quasi tutti gli episodi fino ad allora girati, ed è dal 1978 che la pratica della cancellazione dei nastri è stata abbandonata.
Per l'operazione di recupero la BBC ha utilizzato le prime registrazioni a colori effettuate da fan e spettatori da tutto il mondo, come pure i brani filmati tramite videocamere a 8 mm oppure andati in onda all'interno di altre trasmissioni. Di tutti gli episodi perduti sono state recuperate le versioni solo audio, grazie alle registrazioni eseguite all'epoca da vari telespettatori.
Oltre a ciò, esistono fotografie scattate durante le riprese dal fotografo John Cura, impiegato dalle varie produzioni della rete per documentare molti dei loro programmi durante gli anni cinquanta e sessanta. Queste fotografie sono state utilizzate in ricostruzioni delle puntate prodotte dai fan e tollerate dalla BBC, poiché non messe in commercio per profitto e distribuite con vhs a bassa risoluzione.
Uno degli episodi persi più agognati è la quarta parte dell'ultimo serial con protagonista William Hartnell, The Tenth Planet, che si conclude con la trasformazione del primo Dottore nel secondo: ne resta un unico frammento, formato da alcuni fotogrammi in 8 mm senza sonoro e di qualità scadente, raffigurante proprio i pochi secondi della scena della rigenerazione, come è stato mostrato dal programma Blue Peter.
Con l'approvazione della BBC, sono in atto sforzi per ricostruire la maggior parte di episodi possibili tramite il materiale esistente. Cominciando dall'inizio degli anni novanta, la BBC ha cominciato a rendere disponibili le registrazioni audio delle puntate perse su cassette e CD, collegate tramite la voce narrante di ex attori della serie. Delle ricostruzioni "ufficiali" inoltre sono vendute dalla BBC su VHS e CD e come extra in alcuni DVD. La BBC insieme allo studio Cosgrove Hall ha ricostruito gli episodi mancanti 1 e 4 di The Invasion (1968) attraverso l'animazione, usando le tracce audio e le sceneggiature originali: sono incluse nei DVD della serie entrati in commercio nel novembre 2006. La Cosgrove Hall aveva manifestato il proprio interesse per l'animazione di ulteriori episodi perduti, poi di simili ricostruzioni non si è più avuta notizia dall'inizio del 2007 ed è dell'aprile dello stesso anno l'annuncio che questo tipo di progetto è stato sospeso a tempo indefinito.
Nell'aprile 2006 il programma per ragazzi Blue Peter, trasmesso su CBBC, ha lanciato una sfida per trovare questi episodi mancanti mettendo in palio il modello completo di un Dalek.
Altri 11 vecchi episodi sono stati recuperati nel 2013 (9 dei quali erano scomparsi da 45 anni) presso l'agenzia radiotelevisiva nigeriana di Jos; si riferiscono alla storia The Enemy of the World (1967-68), e The Web of Fear di cui manca tuttora un episodio. Gli episodi ritrovati (alcuni dei quali sono stati restaurati e parzialmente ricostruiti con foto di scena e audio originale) sono stati resi disponibili dalla BBC a pagamento.

#### Elenco episodi perduti
Al maggio 2015, risultano "perduti" 97 episodi provenienti da 26 storie. La maggior parte degli episodi mancanti proviene dalle stagioni 3, 4, e 5, che hanno in totale 79 episodi perduti. Delle 26 storie incluse nelle stagioni dalla 3 alla 5, solamente cinque (The Ark, The Gunfighters, e The War Machines della terza stagione, e The Tomb of the Cybermen e The Enemy of the World della quinta stagione) esistono in forma completa negli archivi della BBC, lasciandone incomplete 21 con almeno una parte mancante. Per contrasto, le stagioni 1, 2, e 6, hanno solo 18 episodi mancanti su un totale di 5 macrostorie, con 19 di esse complete. Tutte tranne tre delle macrostorie perdute hanno almeno qualche spezzone superstite di lunghezza variabile, solo di Marco Polo, Mission to the Unknown, e The Massacre of St Bartholomew's Eve non esiste nessun filmato. Mentre il periodo di Patrick Troughton è quello con il maggior numero di episodi mancanti (53 contro i 44 degli anni di William Hartnell), ci sono più storie di Hartnell andate completamente perse (6 contro 4). Le macrostorie evidenziate in rosa hanno tutte le parti mancanti. Le macrostorie evidenziate in giallo hanno più della metà degli episodi mancanti. Tutte le altre macrostorie elencate hanno almeno una parte mancante.
| Dottore         | Tot. perduti | Stagione | Perduti | N. Storia            | Macrostoria                          | Perduti / Totali    | Episodi mancanti            |
| --------------- | ------------ | -------- | ------- | -------------------- | ------------------------------------ | ------------------- | --------------------------- |
| Primo Dottore   | 44           | 1        | 9       | 004                  | Marco Polo                           | 7 / 7               | Tutti                       |
| Primo Dottore   | 44           | 1        | 9       | 008                  | The Reign of Terror                  | 2 / 6               | 4, 5                        |
| Primo Dottore   | 44           | 2        | 2       | 014                  | The Crusade                          | 2 / 4               | 2, 4                        |
| Primo Dottore   | 44           | 3        | 28      | 018                  | Galaxy 4                             | 3 / 4               | 1, 2, 4                     |
| Primo Dottore   | 44           | 3        | 28      | 019                  | Mission to the Unknown               | 1 / 1               | Tutti                       |
| Primo Dottore   | 44           | 3        | 28      | 020                  | The Myth Makers                      | 4 / 4               | Tutti                       |
| Primo Dottore   | 44           | 3        | 28      | 021                  | The Daleks' Master Plan              | 9 / 12              | 1, 3, 4, 6, 7, 8, 9, 11, 12 |
| Primo Dottore   | 44           | 3        | 28      | 022                  | The Massacre of St Bartholomew's Eve | 4 / 4               | Tutti                       |
| Primo Dottore   | 44           | 3        | 28      | 024                  | The Celestial Toymaker               | 3 / 4               | 1, 2, 3                     |
| Primo Dottore   | 44           | 3        | 28      | 026                  | The Savages                          | 4 / 4               | Tutti                       |
| Primo Dottore   | 44           | 4        | 33      | 028                  | The Smugglers                        | 4 / 4               | Tutti                       |
| Primo Dottore   | 44           | 4        | 33      | 029                  | The Tenth Planet                     | 1 / 4               | 4                           |
| Secondo Dottore | 53           | 4        | 33      | 030                  | The Power of the Daleks              | 6 / 6               | Tutti                       |
| Secondo Dottore | 53           | 4        | 33      | 031                  | The Highlanders                      | 4 / 4               | Tutti                       |
| Secondo Dottore | 53           | 4        | 33      | 032                  | The Underwater Menace                | 2 / 4               | 1, 4                        |
| Secondo Dottore | 53           | 4        | 33      | 033                  | The Moonbase                         | 2 / 4               | 1, 3                        |
| Secondo Dottore | 53           | 4        | 33      | 034                  | The Macra Terror                     | 4 / 4               | Tutti                       |
| Secondo Dottore | 53           | 4        | 33      | 035                  | The Faceless Ones                    | 4 / 6               | 2, 4, 5, 6                  |
| Secondo Dottore | 53           | 4        | 33      | 036                  | The Evil of the Daleks               | 6 / 7               | 1, 3, 4, 5, 6, 7            |
| Secondo Dottore | 53           | 5        | 18      | 038                  | The Abominable Snowmen               | 5 / 6               | 1, 3, 4, 5, 6               |
| Secondo Dottore | 53           | 5        | 18      | 039                  | The Ice Warriors                     | 2 / 6               | 2, 3                        |
| Secondo Dottore | 53           | 5        | 18      | 041                  | The Web of Fear                      | 1 / 6               | 3                           |
| Secondo Dottore | 53           | 5        | 18      | 042                  | Fury from the Deep                   | 6 / 6               | Tutti                       |
| Secondo Dottore | 53           | 5        | 18      | 043                  | The Wheel in Space                   | 4 / 6               | 1, 2, 4, 5                  |
| Secondo Dottore | 53           | 6        | 7       | 046                  | The Invasion                         | 2 / 8               | 1, 4                        |
| Secondo Dottore | 53           | 6        | 7       | 049                  | The Space Pirates                    | 5 / 6               | 1, 3, 4, 5, 6               |
|                 |              |          |         | 26 storie incomplete | 26 storie incomplete                 | 97 episodi mancanti | 97 episodi mancanti         |

## Personaggi e interpreti

### Il protagonista

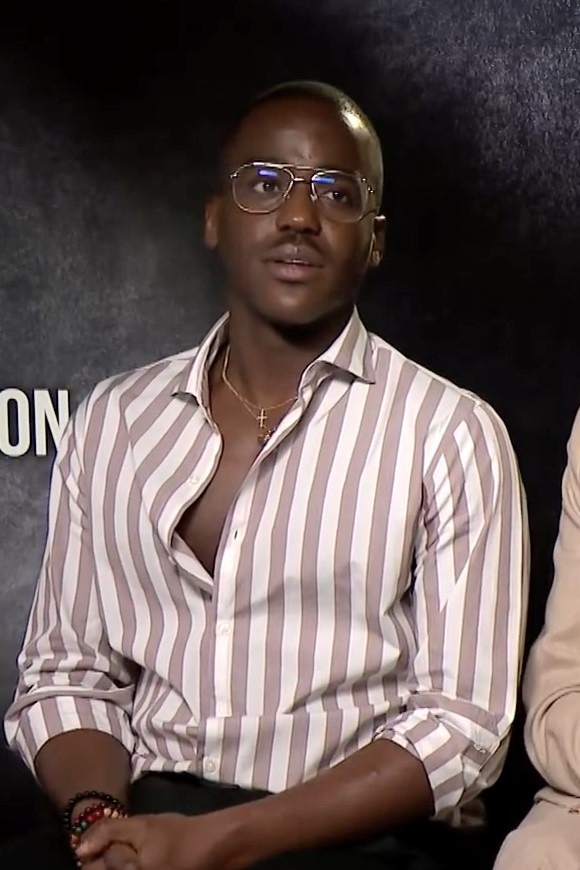
Ncuti Gatwa interpreta il Quindicesimo Dottore

Il misterioso Dottore (Who in inglese significa "chi") è un extraterrestre proveniente dal pianeta Gallifrey. È un Signore del Tempo (Time Lord) che compie viaggi spazio-temporali a bordo del TARDIS spinto dalla sete di conoscenza e curiosità nei confronti del vasto universo.
Il suo vero nome non è mai stato rivelato e Dottore è un nome fittizio legato a una promessa fatta. Spesso agli umani si presenta come ''John Smith''.
Pur avendo sembianze umane, ha due cuori e facoltà mentali sovrumane, come tutti i Signori del Tempo. Non porta con sé armi, ma solo un cacciavite sonico, da cui non si separa se non è costretto e che utilizza per varie funzioni, tra cui aprire porte, analizzare dati o l'ambiente. Questo strumento funziona con difficoltà sul legno o su oggetti troppo rudimentali.
All'inizio della nuova serie, il Dottore pare essere l'ultimo superstite del suo pianeta in seguito all'Ultima Grande Guerra del Tempo, ma dopo lo speciale per il 50º anno della serie si scopre che quest'ultimo, Gallifrey, non è stato bruciato come credeva, ma è stato rinchiuso in un Universo tasca, congelato in un singolo momento nel tempo; i Signori del Tempo riescono però a liberare il pianeta, come si scopre nell'ultima puntata della nona stagione, nascondendolo alla fine del tempo senza rivelare al Dottore come fossero riusciti nell'impresa.

### Caratteristiche dei Signori del Tempo e rigenerazione
I Signori del Tempo, in origine, erano simili alla razza umana. La loro evoluzione morale e scientifica li ha portati a comprendere alcuni dei processi intrinsechi dei meccanismi del tempo e dello spazio. La presenza sul pianeta d'origine Gallifrey di un vortice temporale ha permesso loro, attraverso l'emanazione di radiazioni, la mutazione della struttura fisica e l'accumulo di energia temporale o energia di rigenerazione, di effettuare il ciclo rigenerativo, divenuto poi un fattore genetico.
La rigenerazione è un processo per cui un Signore del Tempo, quando è prossimo alla morte, riesce a sottrarsi ad essa grazie alla rigenerazione totale delle sue cellule, che vengono guarite o ringiovanite. La rigenerazione cambia completamente l'aspetto fisico (compreso il sesso o il colore della pelle) e può comportare anche delle modifiche sulla personalità del Signore del Tempo, ma avviene solo se almeno uno dei suoi due cuori continua a pulsare. Il ciclo rigenerativo prevede un massimo di 12 rigenerazioni, e di conseguenza un massimo di 13 versioni diverse di un Signore del Tempo. Un Signore del Tempo non è immortale e può anche essere ucciso prima della sua fine naturale; infatti, se viene ferito una seconda volta durante il processo rigenerativo, egli può morire.
I Signori del Tempo, creature sapienti, ingannano la morte poiché conoscono la vera natura delle cose ed in particolare del tempo. Sono una specie leggendaria nell'Universo in cui il Dottore si muove: la loro straordinaria tecnologia (che permette la sovrapposizione dimensionale, o dimensione relativa nello spazio, la costruzione e l'allevamento dei TARDIS, la stessa rigenerazione) e comprensione della natura dell'universo li pone nella condizione di essere individui ai limiti dell'inverosimile, anche per le avanzatissime civiltà che si trovano nell'Universo conosciuto.

### Altri personaggi

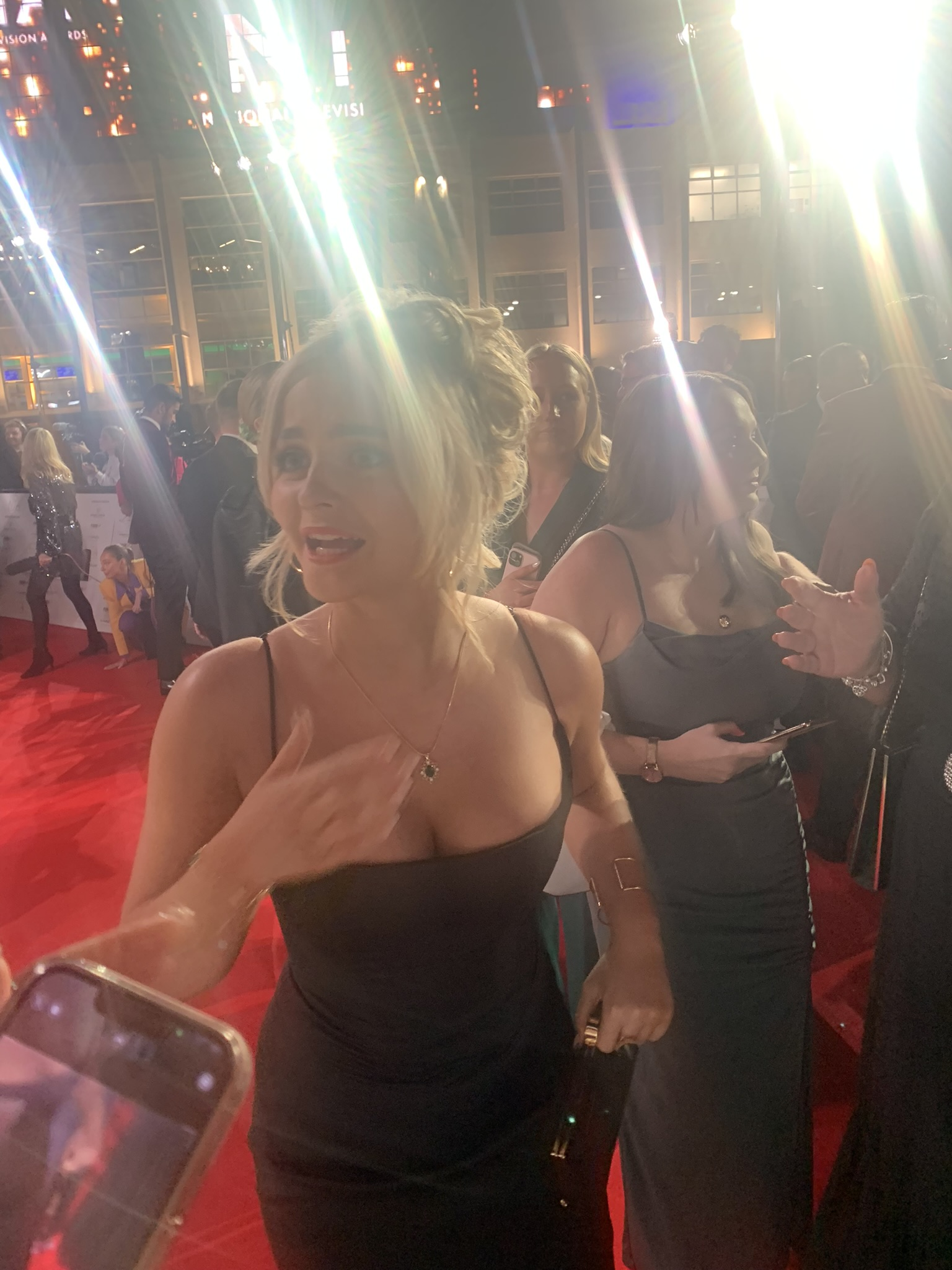
Millie Gibson interpreta Ruby Sunday

Il Dottore è solito viaggiare con uno o più compagni per lo più terrestri e di sesso femminile. Il 22 ottobre 2017 sono stati annunciati i nuovi companion del Tredicesimo Dottore, presenti a partire dall'undicesima stagione: si chiamano Yasmin Khan (Mandip Gill), una giovane poliziotta in prova di Sheffield, Ryan Sinclair (Tosin Cole), un diciannovenne che soffre di disprassia, e Graham O'Brien (Bradley Walsh), un autista di autobus in pensione.
Nella serie classica la prima "compagna" a unirsi al Dottore è stata Susan Foreman, sua nipote, e i suoi insegnanti: Ian Chesterton e Barbara Wright. Altra importante compagna del Dottore è stata poi Sarah Jane Smith (interpretata da Elisabeth Sladen) che ha accompagnato sia il Terzo che il Quarto Dottore per un totale di ottantasette episodi. L'attrice è inoltre apparsa in un cameo nella nuova serie e, tra il 2006 e il 2011, è stata protagonista dello spin-off Le avventure di Sarah Jane.
Nella nuova serie hanno accompagnato il Dottore anche Rose Tyler, Martha Jones, Donna Noble, Amy Pond, Rory Williams, Clara Oswald, Bill Potts, Nardole, Ryan Sinclair, Graham O'Brien, Yasmin Khan, Ruby Sunday  e occasionalmente River Song, il Capitano Jack Harkness e Mickey Smith.
Con loro il Dottore affronta molti generi di nemici, generalmente alieni o robot.

## Tecnologie e oggetti

### TARDIS

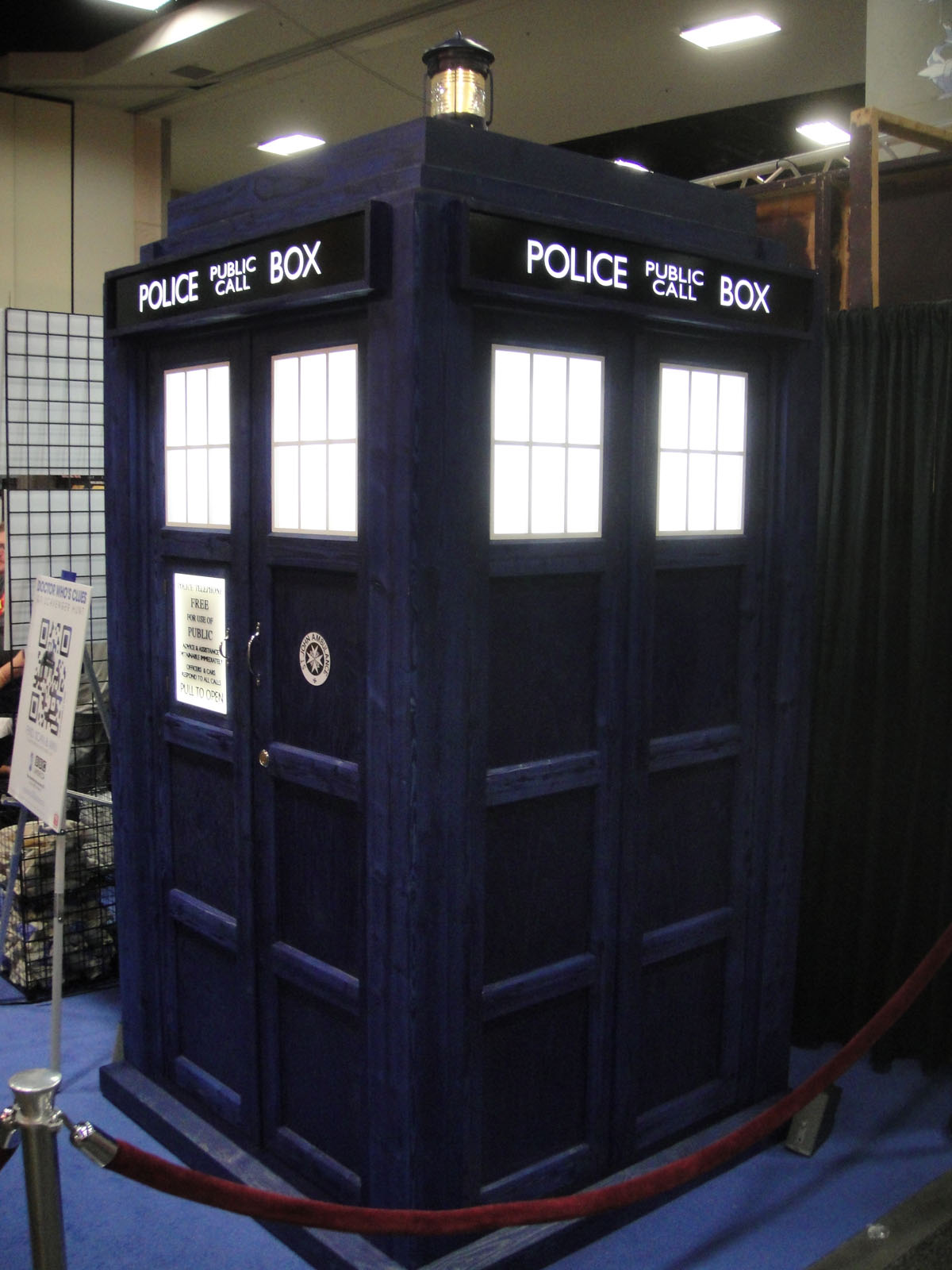
Il TARDIS al San Diego Comic-Con del 2011

Il TARDIS (Time And Relative Dimension In Space, ovvero "Tempo e relativa dimensione nello spazio", reso in italiano come Tempo e Relativa Dimensione Interna allo Spazio) è il veicolo "senziente" del Dottore; dall'esterno ha le sembianze di una cabina telefonica della polizia degli anni sessanta, perché il Dottore non ha mai riparato il Circuito Camaleonte, il meccanismo che può modificare la sua apparenza. È costruito per essere pilotato da 6 persone, ma il Dottore lo guida da solo. Il tipico rumore, quando il TARDIS atterra o appare, è dovuto al freno a mano che il Dottore lascia sempre attivato, perché crede che il suono porti speranza nei cuori di chi lo sente.
Nella traduzione italiana il TARDIS viene indicato come di sesso maschile ma nella versione originale inglese TARDIS è esplicitamente una figura femminile, come in genere navi e derivati (quindi anche le astronavi).
Il TARDIS però non è una semplice macchina: il Dottore infatti afferma che i TARDIS venivano "allevati". Il TARDIS inoltre ha una speciale caratteristica, cioè quella di essere più grande all'interno. Questo permette al Dottore di avere un'intera macchina del tempo dentro una comune cabina telefonica blu. Il TARDIS dispone di diverse funzioni, ha infatti la possibilità di: tradurre tutte le lingue conosciute nell'universo (tranne il Gallifreyano, la lingua dei Signori del Tempo), diventare invisibile, trasportare con sé persone a contatto con la superficie esterna e di possedere una sua gravità interna.
Internamente il TARDIS non ha solo una stanza (la sala della console) ma anche una biblioteca, una piscina, un ampio guardaroba e numerose camere da letto. Nella decima puntata della settima stagione (Viaggio al centro del TARDIS) viene confermata la capacità del TARDIS di modificare a piacimento stanze già presenti, oppure di poterne creare un numero pressoché infinito, già accennata nella quinta stagione durante le avventure del Dottore con Amy e Rory.
Nella parte finale della prima stagione della nuova serie si parla del fatto che il TARDIS abbia una "propria volontà" e nel quarto episodio della sesta stagione della nuova serie (La moglie del Dottore) si apprende che il TARDIS ha un'anima senziente e che ha scelto il Dottore come "mezzo" per esplorare l'universo.

## Pianeti
Doctor Who, quando iniziò nel 1963, alternava episodi ambientati su pianeti alieni di fantasia ad episodi ambientati sulla Terra in varie epoche storiche, nei quali non comparivano però elementi fantastici né alieni, in quanto la serie voleva avere anche intento didattico per fare interessare i bambini alla storia. Successivamente anche negli episodi ambientati sul nostro pianeta hanno iniziato a comparire gli alieni, e la maggior parte delle minacce o dei nemici che il Dottore affronta sulla Terra coinvolgono l'intervento di specie extra terrestri, in epoche passate o future. Anche nella nuova serie non mancano comunque episodi ambientati sia su pianeti alieni che su basi spaziali. I pianeti alieni che vengono visitati possono essere reali oppure inventati: per esempio viene visitato più volte il pianeta Marte, realmente esistente, mentre il pianeta natale dei Signori del Tempo, Gallifrey, è puramente di fantasia.

## Produzione

### Doctor Who(prima serie, 1963-1989)
Doctor Who fece la sua prima comparsa sullo schermo il 23 novembre 1963 alle 17:16:20 GMT, ottanta secondi dopo l'orario previsto dal palinsesto, sulla BBC, dopo un anno di discussioni e progetti. Il programma prevedeva una trasmissione settimanale, di una durata di circa 25 minuti. Il canadese Sydney Newman, in qualità di direttore, responsabile degli sceneggiati BBC (head of drama), era il principale responsabile dello sviluppo della serie, assieme al capo sceneggiatore Donald Wilson e a C. E. Webber. Lo sceneggiatore Anthony Coburn, il redattore David Whitaker e la produttrice Verity Lambert contribuirono anch'essi in maniera rilevante nello sviluppo della serie. La serie era originariamente pensata per un pubblico di famiglie, come un programma educativo con l'obiettivo di esplorare fenomeni scientifici e momenti importanti della storia tramite l'espediente del viaggio nel tempo.
Il 31 luglio 1963 Whitaker commissionò a Terry Nation una storia con il titolo The Mutants. Nella sceneggiatura originale, i Dalek e i Thal erano le vittime di un attacco alieno tramite una bomba a neutroni ma poi Nation eliminò gli alieni e diede ai Dalek il ruolo degli aggressori. Quando lo script fu presentato a Newman e Wilson fu immediatamente rifiutato in quanto non si voleva che il programma contenesse mostri dagli occhi di insetto. Il primo episodio era stato completato e la BBC riteneva che fosse fondamentale il successo del successivo, ma l'unica sceneggiatura pronta era quella di The Mutants e quindi fu usata. Secondo Verity Lambert "Non avevamo molta scelta - avevamo solo l'episodio sui Dalek da sviluppare... Eravamo in una situazione di crisi di fiducia perché Donald [Wilson] era inflessibile nel rifiutare la sceneggiatura. Se avessimo avuto altro per le mani sicuramente lo avremmo sviluppato". La sceneggiatura di Nation diventò quindi il secondo episodio di Doctor Who, The Daleks (conosciuto anche come The Mutants). I Dalek divennero poi gli antagonisti più importanti e popolari della serie, e portarono al primo grande sviluppo del merchandising della BBC.
La BBC produsse la serie per 26 stagioni, trasmesse sul canale BBC One. A causa dell'abbassamento del numero di spettatori, di una diminuzione di interesse del pubblico per la serie e una produzione meno incisiva delle storie la serie fu sospesa nel 1989 da Jonathan Powell, all'epoca responsabile di BBC One. Nonostante il fatto che la serie non fu formalmente cancellata, lo fu effettivamente con la decisione di non produrre la già prevista ventisettesima stagione, la BBC continuò a ripetere che la serie sarebbe tornata.
Mentre la produzione in Inghilterra era cessata, la BBC confidava di trovare una compagnia di produzione indipendente per rilanciare lo show. Philip Segal venne contattato dalla BBC e le trattative portarono alla realizzazione di un film per la televisione in coproduzione fra la FOX, l'Universal Pictures, la BBC e BBC Worldwide. Nel 1996 venne quindi prodotto quello che doveva essere l'episodio pilota per una miniserie, un film per la televisione intitolato Doctor Who, con un nuovo Dottore, l'Ottavo, interpretato da Paul McGann, per il mercato statunitense.
Una volta cessata la serie televisiva, la produzione di romanzi e racconti registrati, inizialmente su cassette e successivamente su CD, portò avanti le storie del Dottore e dei suoi compagni. La canonicità di queste produzioni è stata ardentemente discussa dagli appassionati finché nello speciale miniepisodio La notte del Dottore del 2013, l'Ottavo Dottore menziona alcuni compagni appartenenti a queste opere, confermandone quindi la canonicità.

### Doctor Who(seconda serie, 2005-2022)
Il programma televisivo rimase abbandonato fino al 2003: nel settembre di quell'anno la BBC annunciò la produzione interna di una nuova serie dopo parecchi anni di tentativi infruttuosi della BBC Worldwide di concretizzare l'idea di un film. La paternità della nuova versione della serie è del produttore e sceneggiatore Russell T. Davies assieme a Julie Gardner, supervisore della valutazione delle serie TV di BBC Wales. La prima stagione della nuova serie ha debuttato con l'episodio Rose sulla BBC il 26 marzo 2005 ed è stata seguita da altre dieci stagioni (la decima stagione è andata in onda il 15 aprile 2017) e un'undicesima stagione in produzione e più di venti episodi speciali tra episodi natalizi e mini-episodi.
Nel 2010 Steven Moffat sostituì Davies come produttore esecutivo e direttore della sceneggiatura.
Il 23 novembre 2013 lo speciale per il 50º anniversario della serie (Il giorno del Dottore) è stato trasmesso su varie reti televisive nazionali e proiettato nei cinema in diretta simultanea con alcuni Paesi tra cui l'Italia.
Nel 2016 è stato annunciato Chris Chibnall come successore di Steven Moffat dopo la decima stagione, andata in onda ad aprile del 2017.
Le riprese dell'undicesima stagione, la prima col tredicesimo Dottore, sono iniziate a novembre 2017 e si sono concluse il 3 agosto 2018. Il primo episodio è andato in onda il 7 ottobre dello stesso anno.
La dodicesima stagione del nuovo corso ha iniziato la produzione il 17 novembre 2018, con la riconferma del cast originale, con messa in onda nel 2020.
Il 2 novembre 2020 sono iniziate le riprese della tredicesima stagione, che ha solo 8 episodi, anziché 10, a causa della pandemia COVID-19. In seguito, gli episodi vengono ridotti a 6, più tre speciali in onda nel 2022, l'ultimo dei quali va in onda nel giorno del centenario della BBC. che segnano l'addio di Jodie Whittaker al Dottore. Le riprese si sono concluse ad agosto 2021.
Il 24 settembre 2021 BBC annuncia che Russel T Davies sarebbe tornato come showrunner della serie a partire dallo speciale per il sessantesimo anniversario in poi.

### Doctor Who(terza serie, 2023-in corso)
L'8 maggio 2022 viene annunciato che Ncuti Gatwa avrebbe preso il posto di Jodie Whittaker come nuovo Dottore principale nella serie, mentre la settimana seguente venne annunciato il ritorno di David Tennant e Catherine Tate per i tre speciali del sessantesimo anniversario. Caso unico nella storia della serie, un volto che ha già interpretato un'incarnazione del Dottore è così ritornato in veste ufficiale per interpretare un'incarnazione diversa. Dal mese di ottobre 2023 David Tennant è tornato infatti nella serie nei panni del Quattordicesimo Dottore nei tre episodi speciali realizzati per celebrare i sessant'anni della serie, e ha poi passato ufficialmente il testimone a Ncuti Gatwa, che interpreta il Quindicesimo Dottore nelle puntate diffuse in contemporanea in tutto il mondo da BBC e Disney+ dal mese di maggio del 2024.
Viene inoltre annunciato che questa sarà una nuova serie di Doctor Who e BBC infatti riazzera il conto delle stagioni: la quattordicesima stagione diviene la prima della nuova serie.

## Colonna sonora
Il tema musicale dei titoli fu composto da Ron Grainer e realizzato da Delia Derbyshire della BBC Radiophonic Workshop; è una delle sigle musicali più ricordate, tanto da essere citata dai Pink Floyd nel loro brano One of These Days.

## Distribuzione

### In Italia
La Rai mandò in onda nel 1980 14 episodi, aventi come protagonista il Quarto Dottore impersonato dall'attore Tom Baker. Un gruppo di 12 episodi della tredicesima stagione fu recuperato nell'ottobre dell'anno successivo.
La prima stagione della serie (nota anche come "Doctor Who 2005" e oggi definita "serie revival") è andata invece in onda dall'autunno del 2005 su Jimmy; la seconda è stata trasmessa a partire dal 31 dicembre 2006, preceduta il 24 dicembre dall'episodio speciale natalizio L'invasione di Natale. La terza stagione è stata trasmessa da Jimmy in Italia dal 13 luglio 2008. L'ultimo episodio trasmesso in prima visione sul canale è stato lo speciale di Natale del 2008 Il viaggio dei dannati.
Il quarto episodio (Alieni a Londra) subì una modifica nel doppiaggio italiano, in particolare tolse una frase detta in lingua originale:"You so gay" rimossa perché è stata considerata inappropriata o non adatta per il pubblico italiano, suscitando dibattiti su come le traduzioni possano influenzare la percezione dei personaggi e delle loro interazioni.
L'episodio L'ultimo signore del tempo della terza stagione è andato in onda in forma ridotta, in quanto Jimmy ha ricevuto la versione per gli Stati Uniti, tagliata per includere le pubblicità nell'ora di trasmissione, a 45 minuti. Tale puntata non è mai andata in onda in versione completa, né in TV, né su DVD, Bluray o in digitale, non essendo mai stata doppiata integralmente.
Nel 2011, dopo tre anni di assenza della serie dai palinsesti italiani, Rai 4 annuncia la trasmissione della nuova serie nella sua completezza e inizia a trasmetterla a partire dal 10 gennaio 2011 in fascia preserale le prime tre stagioni, in prima visione in chiaro, e le stagioni successive rimaste fino ad allora inedite, compresi i vari episodi speciali. Ad un anno esatto dal suo debutto su Rai 4, il 12 gennaio 2012 ha trasmesso promuovendola in prima serata la sesta stagione inedita e lo speciale di Natale della settima stagione Il Dottore, la vedova e l'armadio. Dal 6 giugno 2013 va in onda la settima stagione e lo speciale di Natale della stessa stagione.
Il 31 ottobre 2014 viene trasmesso in anteprima, al cinema Astra di Lucca, il primo episodio dell'ottava stagione. Sempre a Lucca, il giorno successivo, viene trasmesso in italiano Un'avventura nello spazio e nel tempo. L'ottava stagione della nuova serie è stata poi trasmessa dal 18 gennaio al 5 aprile 2015 su Rai 4 in prima serata.
Rai 4 ha iniziato la messa in onda della nona stagione dall'8 gennaio 2016 in seconda serata; dopo aver interrotto la programmazione, ha trasmesso gli ultimi episodi, compreso lo speciale natalizio, da marzo ad aprile.
Con un post su Facebook il 19 ottobre 2017 Rai 4 ha annunciato la messa in onda della decima stagione doppiata in italiano dal 31 dicembre 2017, dopo aver trasmesso lo speciale Il ritorno del Dottor Mysterio il giorno di Natale.
Rai 4 ha mandato in onda l'undicesima stagione dal 20 gennaio al 24 febbraio 2019, e la dodicesima stagione dal 14 al 19 giugno 2020. Le puntate dalla tredicesima stagione e gli ultimi speciali del 13° Dottore sono inedite in Italia.
Il 25 ottobre 2022 la BBC annuncia che Disney+ distribuirà la serie a livello internazionale in contemporanea al di fuori del Regno Unito a partire dallo speciale del sessantesimo anniversario in poi..

### Trasmissione internazionale seconda serie
- 26 marzo 2005 in Regno Unito su BBC One
- 5 aprile 2005 in Canada su CBC (st. 1-4)[53], Space (st. 5+)
- 21 maggio 2005 in Australia su ABC[54]
- 5 novembre 2005 in Francia su France 4 (st. 1-11), NRJ 12 (st.12+)[55]
- 11 novembre 2005 in Italia su Jimmy (st. 1-3), Rai 4 (st. 4-12)
- 22 dicembre 2005 in Africa e Medio Oriente
- 19 gennaio 2006 in Spagna su People+Arts (st. 1)[56], Syfy (st. 2+)[57], Boing (in chiaro)[58]
- 17 marzo 2006 negli Stati Uniti su Sci Fi Channel (st. 1-4)[59], BBC America (st. 5+)[60]
- 27 marzo 2006 in Russia su STS (st. 1-3), NST (st. 4), Karusel (st. 5-8)[61], Sony Sci-Fi (st. 9-12)[62]
- 2006 in America Latina su People+Arts (st. 1-4), BBC Entertainment (st. 5-8), Syfy (st. 9+)[63]
- 1º ottobre 2006 in Polonia su TVP1 (st. 1-2), BBC Entertainment (st. 3-8), BBC First (st. 9+)
- 1º settembre 2007 in Sudafrica su BBC Entertainment[64]
- 26 gennaio 2008 in Germania su ProSieben (st. 1-2), Fox (st. 3-12), One (st.13+)[65]

### Edizioni home video
In Italia Doctor Who è stato pubblicato in home video in quindici raccolte di DVD della DNC Entertainment: una con la prima stagione della nuova serie (pubblicata nel 2015 anche nel formato Blu-ray), una con la seconda stagione (pubblicata nel 2011), una con la terza stagione, una con la quarta stagione (pubblicate entrambe nel 2012), due con gli speciali di Natale, una con la quinta stagione, una con la sesta e una con la settima stagione (pubblicate nel 2013), una con l'ottava stagione (pubblicata nel 2015, uscita sia in DVD che Blu-Ray), una con la nona stagione (pubblicata nel 2016, sia in DVD che in Blu-Ray), una con la decima stagione (pubblicata nel 2018, sia in DVD che in Blu-Ray), e una con l'undicesima stagione (pubblicata nel 2019, sia in DVD che in Blu-Ray). La dodicesima stagione non è ancora stata pubblicata.
Per quanto riguarda la serie classica sono state distribuite due raccolte con alcuni episodi integralmente recuperati dalle prime due stagioni della serie classica con il Primo Dottore ed una con i primi episodi del Secondo Dottore.
Nel gennaio 2015 la DNC ha pubblicato un cofanetto da collezione per il 50 anniversario della serie, contenente gli episodi Il nome del Dottore, Il giorno del Dottore, Il tempo del Dottore ed il biopic Un'avventura nello spazio e nel tempo, oltre a svariati extra.

## Opere derivate
Doctor Who ha ispirato numerose opere derivate su vari media, tra cui spin-off di serie televisive (Torchwood, Le avventure di Sarah Jane, K9 e Class), spettacoli teatrali e film, dando vita a un vero e proprio universo espanso denominato Whoniverse.

### Film
- Nel 1965 e nel 1966 sono state prodotte due delle pellicole cinematografiche ispirate alla serie, per quanto non in continuità con essa, Dr. Who and the Daleks e Daleks - Il futuro fra un milione di anni. Entrambe con Peter Cushing nel ruolo di Dr. Who, personaggio ispirato al Dottore.
- Nel 1996 è uscito un film per la televisione, Doctor Who, diretto da Geoffrey Sax.
- Nel 2013, l'episodio speciale Il giorno del Dottore prodotto per il 50º anniversario è stato distribuito anche al cinema in 3D, per un solo giorno, in contemporanea con l'uscita in televisione.
- Sempre nel 2013 esce anche il film per la televisione Un'avventura nello spazio e nel tempo (An Adventure in Space and Time), diretto da Terry McDonough, per celebrare il 50º anniversario della serie, una sorta di docu-fiction che racconta gli esordi della serie televisiva. Nel film David Bradley interpreta William Hartnell, il primo attore a interpretare il Primo Dottore; Jessica Raine interpreta Verity Lambert, la prima showrunner e inventrice della serie televisiva; Brian Cox interpreta Sydney Newman, primo produttore della serie.

### Spin-off
- Torchwood è il primo spin-off derivato dalla nuova serie di Doctor Who, trasmesso a partire dal 2006 dalla BBC e interpretato da John Barrowman nei panni del Capitano Jack Harkness. A partire dalla quarta stagione la produzione si è trasferita oltreoceano e la prima visione è ad opera della statunitense Starz. In Italia è andata in onda su Jimmy per le prime due stagioni, successivamente riproposte da Fox Italia che ha mandato anche la terza e quarta stagione invertite rimaste inedite e successivamente da Rai 4 che ha trasmesso in ordine le prime quattro stagioni.
- Le avventure di Sarah Jane è il secondo spin-off derivato dalla nuova serie di Doctor Who, interpretato dall'attrice Elisabeth Sladen nella parte della compagna del Quarto Dottore Sarah Jane Smith. È stato trasmesso per quattro stagioni tra il 2007 e il 2011 dalla BBC. In Italia è andata in onda solo la prima stagione, su RaiSat Smash e Rai Gulp.
- Class è il terzo spin-off derivato dalla nuova serie di Doctor Who, ambientato alla Coal Hill School di Londra. La serie, scritta da Patrick Ness e prodotta da Steven Moffat e Brian Minchin per un totale di 8 episodi, è stata trasmessa alla fine del 2016.[66]
- K9 è uno spin-off in onda dal 2009, incentrato sulle avventure del robot K-9. Come Le avventure di Sarah Jane, punta a un pubblico più giovanile.
- Nel 2007 è stato prodotta una serie animata dal titolo The Infinite Quest. I personaggi sono doppiati da David Tennant (Decimo Dottore) e Freema Agyeman (Martha Jones). Nel 2009 è uscita Dreamland, miniserie composta da sei episodi (uno da dodici minuti e gli altri da cinque ciascuno), sempre col decimo Dottore doppiato da Tennant e il nuovo personaggio di Cassie Rice doppiato da Georgia Moffett.

### Aftershow
- Il programma televisivo Doctor Who Confidential, in onda dal 2005 su BBC Three, si occupava del dietro le quinte della serie televisiva, documentando il lavoro del cast (artistico e tecnico) di Doctor Who e intervistandone i componenti. Il progetto è stato chiuso nel 2011, dopo 87 puntate, sostituito da Behind the Lens.

### Parodie
- Nel 1999 in occasione della trasmissione telethon su BBC One viene trasmessa una miniserie di quattro episodi intitolata Doctor Who and the Curse of Fatal Death (spesso abbreviato in The Curse of Fatal Death), in cui le varie incarnazioni del Dottore vengono interpretate da Rowan Atkinson (nono Dottore), Richard E. Grant (decimo Dottore), Jim Broadbent (undicesimo Dottore), Hugh Grant (dodicesimo Dottore) e Joanna Lumley (tredicesimo Dottore), mentre il Maestro è interpretato da Jonathan Pryce.
- Nell'episodio Biology 101 della serie TV Community viene mostrato un inesistente programma televisivo intitolato Ispettore Spaziotempo (in originale Inspector Spacetime) parodia di Doctor Who. Questa fiction viene mostrata nel corso di tutta la terza stagione.

### Audio
- Nel periodo successivo all'uscita del film del 1996 la Big Finish Productions, nota casa editrice di audiolibri, acquistò i diritti per la produzione di audiodrammi di Doctor Who. La pubblicazione iniziò nel 1999. Oltre alle storie dell'ottavo Dottore vennero prodotti audiodrammi con protagonisti il quinto, il sesto e il settimo Dottore. La distribuzione è avvenuta all'inizio tramite musicassetta e CD, per poi continuare solo tramite CD, al quale si è in seguito aggiunto il download. Gli episodi dell'ottavo Dottore sono inoltre stati trasmessi dalla stazione radio BBC 7.[67]

### Libri
Sin dal 1965 sono stati pubblicati numerosi romanzamenti degli episodi di Doctor Who trasmessi in televisione. A partire dal 1991 è iniziata la pubblicazione di storie inedite da parte della Virgin Books. In seguito all'uscita del film del 1996 sono state scritte una serie di storie con protagonista l'ottavo Dottore, con ripresa della serie del 2005 sono stati scritti romanzi riguardanti la nuova serie, e in seguito al cinquantesimo anniversario è stata pubblicata una serie di 12 ebook ciascuno con protagonista un diverso Dottore intitolata 11 Doctors 11 Stories, e un romanzo ambientato ai tempi della guerra del tempo con protagonista il War Doctor, intitolato Engines of War.
Complessivamente sono stati pubblicati oltre 200 romanzi e racconti di Doctor Who, oltre a numerosi libri non-fiction riguardanti la serie televisiva o il franchise collegato.

### Fumetti
In occasione del cinquantesimo anniversario della prima messa in onda viene pubblicata Prisoner of Time, storia a fumetti composta da dodici episodi, uno per ogni Dottore, scritta da Scott e David Tipton e pubblicata da IDW Publishing. Attualmente i fumetti di Doctor Who sono pubblicati in USA dalla Titan Books, che dal 2014 ha pubblicato delle serie tematiche sul nono, decimo, undicesimo, dodicesimo, tredicesimo e quindicesimo Dottore, oltre a crossover vari e speciali con i Dottori della serie classica.

### Rivista ufficiale
Dal 1979 nel Regno Unito esce la rivista ufficiale dedicata al Doctor Who, Doctor Who Magazine (comunemente abbreviato in DWM) che contiene articoli e fumetti dedicati al mondo del Dottore, prodotta ufficialmente dalla BBC. Inizialmente la rivista si chiamava Doctor Who Weekly ed era pubblicata dalla Marvel Comics. Il primo numero uscì giovedì 11 ottobre 1979 con una data di copertina del 17 ottobre al prezzo di 12 penny.
La rivista passò da settimanale a mensile col numero 44 del settembre 1980, diventando Doctor Who (A Marvel Monthly) con un prezzo di copertina di 30 pence. Il titolo divenne Doctor Who Monthly dal numero 61 e The Official Doctor Who Magazine nel febbraio 1984 col numero 85. Diviene poi The Doctor Who Magazine dal numero 99 dell'aprile 1985, e semplicemente Doctor Who Magazine dal 107 (dicembre 1985) ad oggi, con l'unica eccezione del numero 397 (giugno 2008) quando in copertina apparve il sottotitolo Bad Wolf in seguito dell'episodio Gira a sinistra.
Nonostante la serie classica di Doctor Who fosse terminata nel 1989, la rivista continuò ad essere pubblicata, fornendo nuove avventure sotto forma di fumetti. La serie riprese nel 2005, offrendosi ad una nuova generazione di fan che la rivista cercò di attrarre.
DWM è ora pubblicato da Panini Comics, che ha acquisito il titolo insieme al resto del catalogo Marvel UK, nel 1995. Panini ha iniziato a restaurare in digitale e a ristampare vecchi fumetti DWM in edizione economica. Dodici volumi sono stati stampati finora: due avventure con i fumetti del quarto Dottore, uno con le avventure del Quinto, due con il sesto Dottore, una con le avventure del settimo Dottore, quattro incentrata sull'ottavo, e due con il decimo Dottore. Panini ha anche pubblicato, nel 2006, una ristampa completa delle strisce del nono Dottore e la maggior parte di quelle del decimo Dottore e Martha Jones nel 2008.

### Webcast
La BBC ha pubblicato numerosi contenuti legati a Doctor Who tramite il proprio sito web. Il primo webcast è stato pubblicato nel 2001 ed è la versione animata in Flash di uno degli audiodrammi dell'ottavo Dottore, Shada, basato su una sceneggiatura di Douglas Adams mai andata in onda. Nel 2003 viene pubblicato Scream of the Shalka, altra animazione in Flash. Si tratta di un episodio in sei parti, col Dottore interpretato da Richard E. Grant, presentato come seguito ufficiale di Doctor Who, ma in seguito sostituito dalla ripresa della serie TV nel 2005.
Vengono inoltre prodotti:
- Doctor Who: Behind the Lens, una serie di brevi dietro le quinte degli episodi, distribuiti sul web poco dopo ogni puntata.
- Strax Field Report, in cui Strax invia dei videomessaggi al "comando Sontaran" per commentare le ultime avventure del Dottore.

### Videogiochi
Lista di videogiochi dedicati al mondo di Doctor Who:
| Anno | Titolo                                                    | Genere                      | Editore                                       | Piattaforma                                                                                 |
| ---- | --------------------------------------------------------- | --------------------------- | --------------------------------------------- | ------------------------------------------------------------------------------------------- |
| 1983 | Doctor Who: The First Adventure                           | minigiochi                  | BBC Software                                  | BBC Micro                                                                                   |
| 1985 | Doctor Who and the Warlord                                | avventura testuale          | BBC Software                                  | BBC Micro                                                                                   |
| 1985 | Doctor Who and the Mines of Terror                        | platform                    | Micro Power                                   | BBC Micro, Amstrad CPC, Commodore 64                                                        |
| 1992 | Dalek Attack                                              | platform                    | Alternative Software                          | MS-DOS, ZX Spectrum, Commodore 64, Amiga, Atari ST                                          |
| 1992 | Doctor Who (probabilmente non autorizzato)                | azione                      | Accursed Toys, promozionale                   | Amiga                                                                                       |
| 1997 | Doctor Who: Destiny of the Doctors                        | avventura                   | BBC Multimedia                                | Windows                                                                                     |
| 2005 | The Last Dalek                                            | sparatutto                  | BBC, gratuito                                 | Adobe Flash                                                                                 |
| 2008 | Top Trumps: Doctor Who                                    | gioco di carte              | Eidos Interactive                             | Nintendo DS, PlayStation 2, Wii, Windows, J2ME                                              |
| 2010 | Doctor Who: The Adventure Games                           | avventura in 5 episodi      | BBC, gratuito                                 | Windows, Macintosh                                                                          |
| 2010 | Doctor Who: Return to Earth                               | avventura 3D                | Koch Media                                    | Wii                                                                                         |
| 2010 | Doctor Who: Evacuation Earth                              | azione, avventura           | Asylum Entertainment                          | Nintendo DS                                                                                 |
| 2010 | Doctor Who: The Mazes of Time                             | rompicapo                   | BBC                                           | iOS, Android                                                                                |
| 2011 | Doctor Who: Worlds in Time                                | MMORPG                      | Three Rings Design; chiuso nel 2014           | Adobe Flash                                                                                 |
| 2012 | Doctor Who: The Eternity Clock                            | azione, avventura           | BBC Worldwide Digital Entertainment           | PlayStation 3, Windows, PlayStation Vita                                                    |
| 2013 | Doctor Who's 50th Anniversary                             | azione                      | Google                                        | browser (Doodle giocabile)                                                                  |
| 2013 | Doctor Who Legacy                                         | rompicapo                   | Tiny Rebel Games                              | iOS, Android                                                                                |
| 2014 | Minecraft Doctor Who Skins Volume I e II                  | skin aggiuntive             | Mojang                                        | varie                                                                                       |
| 2015 | LEGO Dimensions: Doctor Who                               | espansione                  | Warner Bros. Interactive Entertainment        | PlayStation 4, PlayStation 3, Xbox One, Xbox 360, Wii U                                     |
| 2015 | LittleBigPlanet 3: Doctor Who                             | serie di costumi aggiuntivi | Sony Interactive Entertainment Europe         | PlayStation 3, PlayStation 4                                                                |
| 2017 | The Pinball Arcade: Doctor Who Master of Time             | espansione                  | FarSight Studios                              | PlayStation 3, PlayStation 4, Windows, Macintosh                                            |
| 2018 | Doctor Who: Infinity                                      | rompicapo                   | Tiny Rebel Games                              | Windows, Macintosh                                                                          |
| 2018 | Doctor Who: Infinity - The Lady of the Lake               | espansione                  | Tiny Rebel Games                              | Windows, Macintosh                                                                          |
| 2019 | Doctor Who: Infinity - The Horror of Flat Holm            | espansione                  | Tiny Rebel Games                              | Windows, Macintosh                                                                          |
| 2019 | Doctor Who: Infinity - The Silent Streets of Barry Island | espansione                  | Tiny Rebel Games                              | Windows, Macintosh                                                                          |
| 2019 | Doctor Who: The Edge of Time                              | avventura                   | PlayStack                                     | PlayStation 4, Windows, Oculus                                                              |
| 2020 | Doctor Who: The Runaway                                   | avventura                   | BBC Media Applications Technologies, gratuito | Windows                                                                                     |
| 2021 | Doctor Who: The Edge of Reality                           | avventura                   | Maze Theory                                   | PlayStation 4, Windows, Xbox One, Xbox Series X/S, Nintendo Switch                          |
| 2021 | Doctor Who: The Lonely Assassins                          | avventura                   | Maze Theory                                   | PlayStation 4, Windows, Macintosh, Xbox One, Xbox Series X/S, Nintendo Switch, iOS, Android |
| 2023 | Doctor Who: An Unlikely Heist                             | avventura                   | Tilting Point Media                           | Macintosh, iOS, tvOS                                                                        |

### Documentari
Sono state prodotte diverse opere dedicate all'universo di Doctor Who, fra cui:
- Un'avventura nello spazio e nel tempo: docufiction scritta da Mark Gatiss che racconta le origini della trasmissione. William Hartnell è interpretato da David Bradley.
- Doctor Who: the Ultimate Guide: Documentario sull'universo di Doctor Who della durata di oltre due ore, con interviste ad attori e personaggi dello spettacolo. È preceduto da un miniepisodio con Clara Oswald e l'undicesimo Dottore, in cui quest'ultimo perde la memoria, e quest'evento è il pretesto per ripercorrere tutta la propria storia.
- The Science of Doctor Who: conferenza tenuta da Brian Cox che tratta di argomenti presenti all'interno della serie, come il viaggio nel tempo, da un punto di vista scientifico.
- Doctor Who: The Companions, documentario che si focalizza sulla figura dei personaggi che hanno accompagnato le varie incarnazioni del Dottore.

## Influenza nella cultura di massa
Doctor Who ha un gran numero di fan, anche tra le celebrità: tra coloro che sono o sono stati in vita i fan più noti figurano, tra gli altri, la Regina Elisabetta, Tom Hanks, Johnny Depp, Robert Downey Jr., Eddie Redmayne, il padre dei Simpson, Matt Groening, che lo ha omaggiato svariate volte, Patrick Stewart, Craig Ferguson, i registi Steven Spielberg, George Lucas e Peter Jackson e il professor Stephen Hawking.
Sulla serie è stato basato il genere musicale del Time Lord rock (o Trock), sviluppato nel 2008 nel Regno Unito con la formazione del gruppo Chameleon Circuit come sottogenere del geek rock.